# ماركو مارين
ماركو مارين (بالألمانية: Marko Marin) من مواليد 13 مارس 1989، هو لاعب كرة قدم ألماني من أصل صربي كان يلعب في الدوري السعودي مع نادي الرائد ونادي الأهلي السعودي. يلعب بالمركز لاعب وسط وسبق له اللعب مع نادي فيردر بريمن. وفي صيف 2012 انضم لنادي تشيلسي.

## روابط خارجية
- ماركو مارين على موقع الاتحاد الدولي (مؤرشف)  (الإنجليزية)
- ماركو مارين على موقع الاتحاد الأوربي (الإنجليزية)
- ماركو مارين على موقع الاتحاد الآسيوي (الإنجليزية)
- ماركو مارين على موقع اتحاد المجر (الهنغارية)
- ماركو مارين على موقع اتحاد تركيا (لاعب) (الإنجليزية)
- ماركو مارين على موقع إي إس بي إن إف سي (الإنجليزية)
- ماركو مارين على موقع قاعدة بيانات كرة القدم.إي يو (الإنجليزية)
- ماركو مارين على موقع بيانات كرة القدم. دي إي (الألمانية)
- ماركو مارين على موقع ليكيب (الفرنسية)
- ماركو مارين على موقع ناشيونال فوتبول تيمز (الإنجليزية)